# Nansenia oblita
El nansenia común es la especie Nansenia oblita, un pez marino de la familia microstomátidos.

## Anatomía
La longitud máxima descrita es de 18 cm, sin espinas y con unos 10 radios blandos tanto en la aleta dorsal como en la anal, con una predorsal de más del 50% de la longitud total del cuerpo y una aleta adiposa con la característica de que su parte próxima no tiene pigmentación; el cuerpo entero está recubierto de guanina.

## Hábitat y biología
Es una especie marina de aguas profundas templadas, que habita en una rango de profundidad entre 300 y 500 metros. Se distribuyen por el noreste del océano Atlántico, desde Irlanda hasta el Sahara Occidental, por la zona central y oeste del mar Mediterráneo y por la costa de Canadá en el noroeste del Atlántico, entre la latitud 53° a 24° norte y la longitud 20° oeste a 17° este. Desovan durante el invierno en el Mediterráneo.